# Joseph Schakewits
Joseph Schakewits, né à Meise le 13 janvier 1848 et mort à Strombeek-Bever en 1913, est un peintre belge.
Sa facture picturale est romantique et couvre le champ des paysages, des marines, des natures mortes et des scènes de genre.

## Biographie

### Famille
Joseph Schakewits (parfois orthographié Josef Schakewitz), né à Meise le 13 janvier 1848, est le second des sept enfants de Jean Baptiste Schakewits (1819), ouvrier menuisier et aubergiste, et de Anne Henriette De Bot (1821), tous deux natifs de Meise, où ils se sont mariés en 1845. Il épouse Marie Antoinette De Witte, institutrice. De ce mariage naissent au moins deux filles : Marie Blondine (1882) et Joséphine (1885). Joseph Schakewits réside successivement à Meise jusque vers 1872, à Ixelles, à Oudenburg (1882-1884), Lokeren (1885-1904), Saint-Gilles (à partir de 1904 et jusqu'en 1909 au moins).

### Formation
Élève à l'Académie royale des beaux-arts de Bruxelles, il expose au Salon de Bruxelles de 1872 et, en 1876, il se porte candidat pour le Prix de Rome belge de peinture, où il obtient une mention honorable pour Noé maudissant son fils Cham.

### Carrière
Joseph Schakewitz se présente aux expositions triennales belges, de manière irrégulière, jusqu'en 1889. En 1906, à Saint-Gilles, où il réside, il est déclaré comme exerçant la profession de négociant.
Il meurt, à l'âge de 65 ans à Strombeek-Bever.

## Œuvres

### Caractéristiques
Sa facture picturale est romantique et couvre le champ des paysages, des marines, du monde des pêcheurs qu'il connaît bien, des natures mortes et des scènes de genre.

### Expositions triennales belges
- Salon de Bruxelles de 1872 : Inquiétude et Chez la jeune veuve[3].
- Salon de Bruxelles de 1875 : Avant le départ : famille de marins à la chapelle de Notre-Dame des Flots (Normandie)[5].
- Salon d'Anvers de 1873 : Retour de la congrégation et Inquiétude[6].
- Salon de Gand (XXXIII) de 1886 : Coin d'une fabrique d'huile, à Lokeren[7].
- Salon de Gand (XXXIV) de 1889 : À la cuvelle[8].